# 玄海つれづれ節
『玄海つれづれ節』（げんかいつれづれぶし）は、1986年（昭和61年）1月15日に公開された日本の映画。東映東京撮影所製作、東映配給。吉永小百合主演で、歌手の八代亜紀が準主役級で出演している。吉永小百合の98本目の出演映画である。
福岡県北九州市を舞台に、夫に蒸発された女性が仲間に助けられながら自立していく姿を描く。『徒然草』第三八段の「名利に使はれて、閑かなる暇なく、一生を苦しむるこそ、愚かなれ。」云々という財産への執着が不幸のもとだという一節を原作としているが事実上のオリジナル脚本。往年の時代劇スター・伏見扇太郎が、役柄そのままの人物を演じている。結末部では吉永小百合が手背にドスを突き立てられるという壮絶な役を演じている。

## キャスト
- 山岡ゆき - 吉永小百合
- 緑川月代 - 八代亜紀
- 竹田一平 - 風間杜夫
- 大峯俊江 - 草笛光子
- 南條京太郎 - 伏見扇太郎
- 万五郎 - 今福将雄
- 山岡誠司 - 仲谷昇
- 山岡依子 - 川口敦子
- 山岡順三 - 勝部演之
- 山岡政子 - 高林由紀子
- 山岡駿介 - 岡田裕介
- 松藤九兵衛 - 三船敏郎
- ハナエ - 樹木希林
- マサル - 岩淵健
- 房江 - 野村昭子
- 良子 - きたむらあきこ
- 黒田 - 山谷初男
- 北九州連合会A - きくち英一
- ソープランド支配人 - 内藤陳
- ソープランド嬢A - 滝川真子
- ソープランド嬢B - 松岡久美
- 山田 - 深江章喜
- 大原一男 - 山田吾一
- ヤクザA - 丹古母鬼馬二
- 前田 - 岡本信人
- 高井 - 中田博久
- 警官1 - ベンガル
- ケースワーカー - 木内みどり

## スタッフ
- 企画 - 岡田裕介、坂上順、和田徹
- 監督 - 出目昌伸
- 助監督 - 吉崎元
- 脚本 - 笠原和夫、下飯坂菊馬、兵頭剛[1]
- 原作 - 兼好法師「徒然草・第三八段」
- 撮影 - 飯村雅彦
- 音楽 - 星勝
- テーマ音楽 - マーク・ゴールデンバーグ
- 主題歌 - 吉永小百合、八代亜紀、風間杜夫「キャバレー・フラミンゴ」 - レコードの発売元は東映で、「つれづれ」の語呂合わせで2020枚限定販売。宣伝材料として発売したことや、所属レコード会社の諸事情もあり映画館での限定販売となった[8]。

## 製作

### 企画
東映入社前の岡田裕介の企画。題名も岡田の命名。1980年の『動乱』の撮影で、吉永小百合と一年間付き合っていくうち、吉永の別の面を知ったという岡田が、NHKのテレビドラマ『夢千代日記』などで当時の吉永が付いていた「耐える女」「日本的で古風な女」のようなイメージとは違う役柄をやってもらいたいと、1984年に実在した女性死刑囚をモデルにした『天国の駅』をプロデュースした。1985年の夢千代日記の映画版は、持ち込み企画だったが、自身の企画として、「東映が元々持ってる下品美に白雪姫が降りて来たらどうなるんだ?」という発想から本作を企画。これを吉永に「悲劇のヒロイン役が続いているので、それらにピリオドを打ち、世間的な吉永小百合のイメージではなく、実際の性格に近いカラッとした性格のヒロインを演じて欲しい」と話したら、吉永もそのような耐え忍ぶ女に憧れはあるが、たまには地に近い10代の頃得意とした単純で活発な女を演じてみたいとこれを承諾した。原作としてクレジットされる兼好法師「徒然草・第三八段」は、「あくせくするのおよしなさい」と詠んだ随筆で、吉永としてはあくせくが表現出来たらいいと考えた。メディア向けには「耐える女のイメージを定着させた吉永小百合が、エネルギッシュな活躍を見せる九州女に扮する」「吉永小百合コメディ初挑戦」などと喧伝された。今日ではトップ女優もコメディエンヌ的要素が求められるが、当時は美人女優がコメディを演じると言われてもピンと来ない時代だった。

### 製作発表
映画の製作は1984年末には既に決定しており、東映1985年ラインアップとして1986年正月第二弾公開と発表された。この時は主演・吉永小百合と脚本・笠原和夫だけが決定していると告知された。

### 脚本
本作は小百合版『スティング』のようなコン・ゲームをやろうという企画だった。製作が伝えられた当初の1985年夏の文献には「女詐欺師・小百合と亜紀が"男をだますテクニック"を競うというんだから、こりゃ見逃せない」「女詐欺師・小百合が足の向くまま気の向くままに東京から九州へ。そこで男と別れてフラフラしてる南の女・亜紀と出会い、ウマが合うのをいいことに、二人で憎い男どもを騙す痛快劇」などと書かれている。吉永、八代亜紀、風間杜夫の3人のキャスティングは早い段階で決まっており、岡田は脚本の笠原和夫に「はっきり3人が演じると設定して脚本を書いて下さい」と発注した。笠原の脚本は、出だしは「旦那が失踪して借金だけが残って、家を明け渡さなければいけないと女が家を出ようとしたら、変なガキがやって来て、話を聞くと、旦那の隠し子で行くところがないと。それでそのガキを連れて女の旅が始まるという」1979年の松竹『神様のくれた赤ん坊』と同様、『グロリア』的要素を取り入れ、そこまでは良かった。ところが『スティング』をどうやって女でやったらいいのかという良いアイデアが浮かばなかった。結局『スティング』がギャングの親玉相手に大がかりな芝居を打って、競馬のあがりをごっそり盗むというプロットを、映画館の権利を騙し取るという話に置き換えた。こうした話は「ひばり映画」や「ヤクザ映画」で、笠原が散々やってきたから片手間で出来る技術だった。それで『スティング』＋『ラスト・ショー』のようになり、笠原が岡田に「どっちをやりたい?」と聞いたら、岡田が「両方一緒になりませんか?」と言った。笠原としてはこのとき「どちらか一つを選べ」を自分がはっきり態度を示しておけばよかったと後で思ったが、何とかなるだろうとストーリーをいじくったが、どうしても二つはくっつかず、岡田に相談し「もうこれ以上は直せないから誰か別の人を立ててくれないか」と頼んだ。それで下飯坂菊馬が先のプロットをベースに新たにホンを書き直した。下飯坂のホンはスケベな話が増量されて、これを読んだ岡田茂東映社長が「笠原より下飯坂の方が面白いじゃないか」と褒めた。吉永にスケベな話などやらせたくない岡田裕介が猛反対し、岡田家で親子喧嘩が勃発。結局、岡田茂の妻、岡田裕介の母が仲裁に入り、岡田裕介に「あなたが自分で書いたらどう?」と言い、岡田裕介が笠原のホンをベースに書き直した。脚本に笠原・下飯坂と共にクレジットされる『兵頭剛』は岡田裕介のペンネーム。笠原は「小百合側の要求が岡田裕介を通じて色々聞こえ、途中で話が纏まらずバランバランな話になってしまった。二人の助っ人に頼んでようやく仕上げた」などと述べている。吉永も撮影中のインタビューで「最初は女性版『スティング』にしたかったけど、日本の土壌の中ではなかなか難しいんです」と話している。映画館の権利を騙し取るというネタが弱く、主人公とその周囲の人々との交流を描く人情ドラマ、ライトコメディのようになった。
笠原は1985年4月8日から12日まで北九州を中心にシナハン。1985年5月1日シナリオ執筆。5月14日、横浜シナハン。7月6日第一稿執筆終了、7月16日から20日まで、直しの打ち合わせで、以後の方針を巡り紛糾。8月27日、後事を下飯坂菊馬に託し、笠原は1985年10月12日、脚本から手を引く。
笠原は1984年の『零戦燃ゆ』（東宝）の後、瀬島龍三と岡田茂からの発注で『昭和の天皇』を書き、渾身の一作が出来たと自負し、岡田にも大絶賛され、瀬島と入江相政侍従長からも映画化OKも出ていたが。宮内庁などの反対を喰らい頓挫した。以降は体調も崩し、仕事に力が入らなくなってしまったという時期の仕事で、「大失敗で、猛省、猛省」などと述べている。
ラストでヤクザに掌をドスで刺された山岡ゆき（吉永小百合）を、松藤九兵衛（三船敏郎）が介抱する場面で、ゆきの父親が炭鉱で働き金を貯めておもちゃ屋をやるつもりだったが、その金が盗まれ犯人はそのときは分からなかった、その金を盗んだのは同僚だった自分だ、と松藤が告白する。ゆきの父親はこれを境に酒に溺れ、身を滅ぼした。いわば父を死に追いやった人物だが、松藤が「今度のことはアンタの好きなようにしてくれ」「せめてもの罪滅ぼしだ」と言った後、「わしも九州の男たい。嘘はいわん」というと、吉永が涙ぐんで「私、貴方のことが本当の父親のような気がして…」という。この台詞のやりとりは少しおかしい。

### キャスティング
吉永のコメディ映画初挑戦にあたり、吉永と四つに組む世間が驚く大物の相手が欲しいと、岡田裕介が八代亜紀を口説いた。八代が主演格で出演するのは今回が初めて。八代も吉永との共演を大喜びした。当初のオファーに「ワルい男をやっつけるって面白い。女性が"あんなヤツ！"って思う男を、まんまとだます"悪女"になれたらいい気分ですよね。女のお客さんが思わず拍手してくれれば最高」などと述べていたが、八代も吉永も"悪女"要素はほとんどなく、当時の日本映画でトップ女優が"悪女"を演じることはまだ難しかったのかもしれない。吉永は「橋幸夫さんたちと『いつでも夢を』のような歌謡映画的なものでは歌手との共演はあるけど、全く歌がからまない映画で歌手とお芝居するのは初めて」と話した。

### 製作会見
1985年10月14日、東映本社で製作発表記者会見が行われた。会見で報道陣が「アッ」と声を上げたのが吉永のスタイル。いつもの楚々とした熟女の雰囲気とは打って変わり、テクノカットにサングラス、裏地にシマウマの皮の付いた黒の皮ジャン、皮のスカート。報道陣の質問に「これ、イタリア・ファッションなの。サングラスは松田優作さんがカッコ良かったから挑戦してみました」などと話した。劇中、ソープ嬢に挑戦すると伝えられていたため、サユリスト・タモリが激怒していると報じられたが、タモリはこれを否定した。タモリは『笑っていいとも!』本番終了後、東映東京撮影所（以下、東映東京）で撮影中の吉永を訪ね対談した。約束の1時間半も前に到着したタモリは緊張感でソワソワ。タモリが吉永に会うのは国立競技場でのラグビー日本選手権を横澤彪と3人で観戦して以来で、その年の観戦も誘ったが、同じ日が『玄海つれづれ節』の封切日で、「映画の方が大切なので行けません」と断られ、タモリは「東映のバカヤロー」と叫んだ。

### キャスティング・演出
キャスティングは全部、岡田裕介がやった。吉永の夫役での出演は「意中の人に全員断られ、第五候補の僕がやることになった」と話しているが、吉永の夫役を断る役者がたくさんいるとは考えにくく、実際にオファーを出したのか分からない。
吉永は自身の役作りに関して「デビ夫人と三浦良枝さんをモデルにしました。三浦さんは夫の逮捕直後の記者会見で『ご静粛に願います』と言える気丈さというか、勝ち気というか、そういう面がバチッと出せればと思ってやったんですけどね。髪型も性格も三浦さんがモデルです。デビ夫人はホステス をやってらして、もの凄い玉の輿に乗ったわけでしょ。それ以後、いろんなことがあったと思うんだけど、頑張ってる感じは今も衰えていないと思うです。お化粧の仕方などで、そういう部分を少しでも出したいと思いました」「今まで"耐える女"の役がほとんどでしたから今回"耐えない女"になって本当に面白い。勝ち気なところは地でやれます」などと述べた。吉永にすれば何に気兼ねすることもない撮影でのびのびと気楽な撮影。吉永、八代、風間の3人は意気投合し、台本にない歌のシーンが付け加えられた。撮影中は笑いが絶えず、盛り上がってスタッフの間からシリーズ化の話が出た。
八代亜紀は「『玄海つれづれ節』は人情コメディで、私は気のいい借金取り立て屋っていう役どころ。テレビドラマは3本ほど主演したことがあるし、映画もあくまで歌手としてのゲスト出演なら経験済み。でも今度みたいに本格的な映画出演は初めてなんです。緊張するというより不安です。だけど吉永さんがいろいろ気を使って下さって助けていただいてます」などと話した。風間杜夫との濡れ場は台本ではハードに書かれていたが、八代が「私のファンが嫌がる」とかなり控え目なものになった。
ソープランド嬢Aとしてチラッと出演する滝川真子は、日活ロマンポルノ出身の女優で当時人気が高く、本作出演を機に「本格的な女優を目指す」と決意を述べたが、一般映画の出演は本作一本のみとなっている。

### 撮影
1985年8月後半クランクイン予定と夏の時点では告知されていたが、同年9月5日に東映本社で行われた『映画時報』の東映幹部による座談会で高岩淡東映専務は「いま笠原和夫が懸命に脚本を執筆中ですので、9月中旬に脚本ができて、10月から東京撮影所でクランク・インします。これは今までの吉永小百合さんとは違うキャラクターで、女侠客ではありませんけど、それに近い感じで九州を舞台に、泥まみれの中を生き抜く女のたくましさを描いた、勿論狂気を備えた非常に面白い話です」「ウチはいま女性映画が増えていますが、ただの女性映画じゃないです。特殊な状況の男と女の話を扱った、いわゆる東映流のものが軸になってきて、むしろ男性映画の方が珍しいみたいな感じです（笑）」などと述べた。吉永は蒸発した夫の借金の返済に1日だけソープ嬢になる。勿論、裸にはならないが、カーリーヘアにスケスケネグリジェの下に赤のブラジャー・パンティの下着はかなり面積も小さく際どい。このビキニの上下は吉永が自身で購入したものという。同シーンの撮影は1985年12月中旬、東映東京で行われた。
冒頭で吉永が子どもを張り倒すシーンがあり、周囲から「吉永さんにそういうことをさせるな」と反対があったが、岡田が「小百合さんがやれば絶対そうは映らない」と押し切ってやらせた。

#### ロケ地など
1985年10月19日、東映東京でクランクイン。冒頭約15分は神奈川県パート。横浜市中区元町、山手町代官坂トンネル、横浜外国人墓地、横須賀市? 東京と横浜ロケは九州ロケの後、11月21日からスタジオ撮影を挟み、3週間行われた。
神奈川のシーンの後、2時間はほとんど福岡県北九州市若松区の若戸大橋下の中川町近辺を舞台に話が進む。主舞台は若戸大橋をバックにした旅館玄海荘と向かいの映画館で、この映画館は実際に営業を終了したばかりで、後半映画の撮影のため、重機を使って実際に壊し、かなりの迫力のある絵が撮れた。子供と別れる夕陽のシーンは岩屋海岸。他に若戸渡船、若松恵比須神社など。北九州ロケは1985年10月28日から、スタッフ・キャスト総勢50名参加で3週間行われた。吉永の宿泊は小倉ワシントンホテル。同じ場所で朝8時頃から夜10時頃まで毎日撮影したため、連日見物人が800～1000人近く集まり、警備員が必死でロープを張り、ファンの侵入を阻止した。タモリは「あのへん、あつかましいのいませんでした?」と心配したが、吉永は「とにかく威勢がよかったです」と答えた。吉永は当地が故郷という設定で、標準語交じりの地元言葉を使う。他に幼馴染みの風間杜夫、旅館の女将（樹木希林）や地元のヤクザらも北九州弁を使う。方言を曖昧にする映画も多いが、正確性は別として、本作はかなり方言が貫かれている。吉永・八代・風間の3人が忙しく、スケジュール調整に難航した。
若松以外は5分程度小倉南区小倉競馬場、その他、勝山公園・小倉城、小倉駅と、福岡市博多東急ホテル、大濠公園、広島市の広島駅が数秒映る。
12月16～17日、貫徹でクランクアップ。
風間杜夫は自身で隠語で「ちゃも」というテキヤに卸すおもちゃを製造する家の子の設定。風間の「ちゃも」関係のエピソードは割と面白い。半分過ぎに風間が小学校の前で傍に立つ全身を黒く塗り、民族衣装を着て現地の黒人に成りすました八代亜紀を指し、「このオバサンがアフリカで捕って来たぞ」「アフリカはケニヤの奥地から生け捕りにして来た珍しいアフリカ産のヒヨコだ。さあ見て行ってちょうだいね」などとカラーひよこを販売するシーンがある。このシーンの反対側には見物人が500人以上、この日取材陣も大挙押し寄せ、現場は大混乱になった。同じ日の夜は吉永も楽しみにしていた男性にビンタを喰らわせる撮影。相手は吉永の日活の大先輩・深江章喜で、深江が「気にしないで思い切りやっていいよ」と言ったため、本気でバシッ！と叩いた。吉永は公私ともに男性を殴ったのは初体験と話した。
エンディングは若戸大橋の空撮で、1979年の松竹『神様のくれた赤ん坊』と似ている。

## 作品の評価

### 興行成績
吉永小百合が自ら宣伝の大PR攻勢をかけたが実らず。「耐える女」から「行動する女」へを売りに吉永にしては珍しい喜劇タッチで、大胆なイメージチェンジも盛んにマスメディアに報じられたが、前作『夢千代日記』の惨敗に続いて、約2億円の赤字を出し、東映まんがまつり好調後の封切りだったが、不振で予定より一週間早く打ち切りになり、四週間の興行になった。映画界で吉永は「最も安定して稼げる女優」として定評があったが、「興行力にカゲリが見え始めた」と評された。週刊読売から「企画が行き詰ると、容易な続編づくりで"柳の下の泥鰌"を狙うのが映画人の常。"キン肉マン"で食いつなぐ東映」などと揶揄されていたが、この年期待薄だった『ビー・バップ・ハイスクール』が思わぬ大ヒットで、すぐにビー・バップの続編を決定した。すると岡田裕介が、コケたにもかかわらず「映画の舞台になった九州でヒットの感触を掴んだから、今後"ご当地映画"としてシリーズ化すると面白い」と続編製作を岡田茂東映社長に強く働きかけた。最終判断は岡田社長に委ねられたが、続編の製作はなかった。『映画時報』は「吉永小百合がソープランド嬢になるというので話題になったが、これが裏目に出てしまった。演歌の八代亜紀という顔合わせもいまいちしっくりこなかったし、シャシンも今一つだった。昨年の『櫂』、一昨年の『序の舞』は共に原作もので小説自体の人気で引っ張った感があったが、『玄海～』はオリジナル脚本ということで、東映でもその辺は計算違いがあったんじゃないか」などと評した。

### 批評家評
- 西脇英夫は「『夢千代日記』とは対極にある役柄ながら、吉永の新たなる側面を見せた」と評価した[33]。

- 小藤田千栄子は「原作に吉田兼好の『徒然草・第三八段より』とあったので、見終わったあと、あせって本屋へ飛び込んだ。買い求めた岩波文庫にて、第三八段をひもとけば『名利に使はれて、閑かなる暇なく、一生を苦しむるこそ、愚かなれー』など手にしていると、何だか受験時代に舞い戻った変な気分でした。この映画は話題の吉永小百合、大変身の、何だか初夢みたいなバラエティーショーなのである。ショーだと思って見れば、何とも楽しい映画ではある。まず第一に吉永小百合がカッコいい。これまた話題のテクノカットもよく似合い、顔のいい人は、どんなヘアスタイルも似合うのだなーと、改めて思ったりする。アイドルスターから女優へと着実に歩んできた吉永小百合の、この映画での収穫は、おそらく初めて見せた"芸人らしさ"だろう。但しイリュージョンシーンで歌と踊りを見せると楽しくはあっても、ステージを経験していない弱さが露呈する。八代亜紀も、存外ユーモアがあったりして新鮮な思い。笑いをとるのは風間杜夫で『蒲田行進曲』の銀ちゃんの流れをくむキャラクターゆえ、もうピッタリ。もう一人笑わせるのは岡田裕介で、ダメ亭主ぶりの、何という上手さよ」などと評した[34]。

### 吉永小百合評
- 吉永は、公開から40年弱経った2023年（令和5年）8月13日放送の『まつもtoなかい』に出演し、映画での失敗に本作を明言し、「遊びたい放題遊んで、コメディーなんですけど、お客さんはそれにあまりいいリアクションをしてくださらなくて」「今見ると、ちょっとおもしろいのかなと思ってしまうけど、その時代には合わなかった」と話すと共に、（映画の中で）「ちょっといい気になってファッショナブルなものをいっぱい着ちゃったりしすぎて、生活感がなかったのかもしれない」と告白した[35]。